# Vincent Cassel
Vincent Cassel (París, 23 de noviembre de 1966) es un actor, productor y director de cine francés. Es hijo del actor Jean-Pierre Cassel.

## Biografía
A los 17 años se incorpora a la Escuela del Circo de Anne Fratelli. Estudia Arte Dramático en varias escuelas de París y en el Actor's Institute de Nueva York. Inicia su carrera como actor actuando en el grupo teatral de Jean Louis Barrault. 
En 1988 interviene en la serie de televisión La belle anglaise y un año más tarde realiza su debut cinematográfico con la película Les Cigognes n'en font qu'a leur tête (Las cigüeñas hacen lo que les da la gana). Sus numerosas colaboraciones con el actor, guionista y director Mathieu Kassovitz le convirtieron en una popular estrella del cine francés, gracias a títulos como Métisse (1993) o El odio (La Haine, 1995), película por la cual fue candidato al premio César como mejor actor. 
En 1999 contrajo matrimonio con Monica Bellucci, a quien conoció durante el rodaje de L'appartement (1996). Su separación se hizo pública el 26 de agosto de 2013 mediante un comunicado. Tienen dos hijas en común llamadas Deva (nacida en 2004) y Léonie (nacida en 2010). 
Se casó con la modelo francesa Tina Kunakey (nacida el 5 de abril de 1997) el 24 de agosto de 2018 en Bidart, Francia. Tienen una hija, Amazonie (nacida el 19 de abril de 2019). Se divorciaron en 2023.
Además del francés, su lengua nativa, Cassel hablá portugués, inglés, italiano, español y un poco de ruso, el cual aprendió como preparación para su papel en Eastern Promises. Desde 2013, reside en Río de Janeiro. Durante su matrimonio con Mónica Belluci vivió en Arpoador y después de su divorcio, en Vidigal. Cassel es conocido por identificarse con Brasil y practicar el arte marcial capoeira; demostró su talento en Ocean's Twelve. También se entrena en wing chun.

## Filmografía
| Año  | Título                                     | Rol                         | Notas |
| ---- | ------------------------------------------ | --------------------------- | --- |
| 1993 | Métisse                                    | Max                         | |
| 1995 | Adultery: A User's Guide                   |                             | |
| 1995 | El odio                                    | Vinz                        | Nominado – Premio César al Mejor Actor Nominado – Premio César al Actor Prometedor                                                                     |
| 1995 | Jefferson in Paris                         | Camille Desmoulins          | |
| 1996 | L'élève                                    | Julien                      | |
| 1996 | L'appartement                              | Max                         | |
| 1997 | Dobermann                                  | Yann le Pentrec (Dobermann) | |
| 1997 | Come mi vuoi                               | Pasquale                    | |
| 1998 | Elizabeth                                  | Enrique III de Francia      | |
| 1999 | Méditerranées                              | Pitou                       | |
| 1999 | Juana de Arco                              | Gilles de Rais              | |
| 1999 | Guest House Paradiso                       | Gino Bolognese              | |
| 2000 | Los ríos de color púrpura                  | Max Kerkerian               | |
| 2001 | El pacto de los lobos                      | Jean-François de Morangias  | |
| 2001 | Shrek                                      | Monsieur Hood               | Voz |
| 2001 | Oscura seducción                           | Alexei                      | |
| 2001 | Lee mis labios                             | Paul                        | Nominado – Premios César al Mejor Actor |
| 2002 | Ice Age                                    | Diego                       | Voz (Versión francesa) |
| 2002 | Irreversible                               | Marcus                      | También coproductor |
| 2003 | El misterio de Wells                       | Lord De Guise               | |
| 2004 | Blueberry                                  | Mike S. Blueberry           | |
| 2004 | Agentes secretos                           | Brisseau                    | |
| 2004 | Ocean's Twelve                             | François Toulour            | |
| 2005 | Sin control                                | LaRoche                     | |
| 2006 | Sheitan                                    | Joseph                      | También productor |
| 2007 | Ocean's Thirteen                           | François Toulour            | |
| 2007 | Promesas del Este                          | Kirill                      | |
| 2007 | Sa Majesté Minor (Su majestad Minor)       | Satyre                      | |
| 2008 | Mesrine: Instinto de muerte                | Jacques Mesrine             | Premio César al mejor actorr Premio Lumières al mejor actor Étoiles d'Or Premio al Mejor Actor Tokyo International Film Festival Premio al Mejor Actor |
| 2009 | Lascars                                    | Tony Merguez                | Voz |
| 2009 | Adrift (À Deriva)                          | Matias                      | |
| 2010 | Our Day Will Come                          | Patrick                     | También productor |
| 2010 | Black Swan                                 | Thomas Leroy                | Nominado – Premio del Sindicato de Actores al Mejor Reparto                                                                                            |
| 2011 | El monje                                   | Capucino Ambrosio           | |
| 2011 | A Dangerous Method                         | Otto Gross                  | |
| 2013 | Trance                                     | Franck                      | |
| 2014 | Rio, Eu Te Amo                             | Zé                          | |
| 2014 | La belle et la bête (La bella y la bestia) | La Bestia / El Príncipe     | |
| 2015 | Child 44                                   | Mayor Kuzmin                | |
| 2015 | Partisan                                   | Gregori                     | |
| 2015 | El Principito                              | El Zorro                    | Voz |
| 2015 | Tale of Tales                              | King of Strongcliff         | |
| 2015 | Mi amor                                    | Georgio                     | |
| 2015 | Un moment d'égarement                      | Laurent                     | |
| 2016 | It's Only the End of the World             | Antoine                     | |
| 2016 | Jason Bourne                               | El Activo (the Asset)       | |
| 2017 | Gauguin: Viaje a Tahití                    | Paul Gauguin                | |
| 2019 | El emperador de París                      | Eugène-François Vidocq      | |
| 2020 | Underwater                                 | Capitán Lucien              | |
| 2020 | Eastern Promises 2                         | Kiril                       | |
| 2020 | Westworld                                  | Engerraund Serac            | Serie de TV, 8 episodios |
| 2023 | Los tres mosqueteros: D'Artagnan           | Athos                       | |
| 2023 | Los tres mosqueteros: Milady               | Athos                       | |
| 2024 | The Shrouds                                | Karsh                       | |
| TBA  | Sacrifice                                  | TBA                         | |

## Premios y candidaturas
Premios César
| Año  | Categoría            | Película                                                   | Resultado |
| ---- | -------------------- | ---------------------------------------------------------- | --------- |
| 1996 | César al mejor actor | El odio                                                    | Nominado  |
| 2002 | César al mejor actor | Lee mi labios                                              | Nominado  |
| 2009 | César al mejor actor | Mesrine : L'Instinct de mort Mesrine : L'Ennemi public n°1 | Ganador   |

Festival de Cine de Sitges
| Año  | Categoría              | Resultado |
| ---- | ---------------------- | --------- |
| 2010 | Gran Premio Honorífico | Ganador   |

Sindicato de Actores (30 de enero de 2011)
- Mejor presentación de elenco en película de drama "Black Swan" (Vincent Cassel, Barbara Hershey, Mila Kunis, Natalie Portman y Winona Ryder): Nominado